# Repubblica della Nuova California
La Repubblica della Nuova California (in inglese New California Republic; in spagnolo República de Nueva California), conosciuta anche semplicemente come Nuova California (in inglese New California; in spagnolo Nueva California) ed identificata con la sigla RNC (o NCR in inglese), è una repubblica immaginaria post bellica del franchise post-apocalittico videoludico di Fallout. Funge da organo di governo della Zona Contaminata (in inglese Wasteland), facendo rispettare le leggi nelle regioni da loro controllate. L'RNC opera principalmente nel sud della California, mentre controlla ulteriori territori in Oregon e Nevada.
La Nuova California venne prima menzionata in Fallout (1997), apparì poi per la prima volta in Fallout 2 e successivamente è servita come elemento chiave nella trama di Fallout: New Vegas. È riapparsa nell'adattamento televisivo del 2024 basato sulla serie di videogiochi.

## Struttura
La Repubblica della Nuova California si afferma come ente repubblicano che si ispira esplicitamente al modello americano prebellico, tentando di far rispettare le sue leggi, come il divieto del gioco d'azzardo, della prostituzione e della schiavitù. L'equipaggiamento utilizzato dalle forze armate della nazione è, o riprende da, modelli preguerra. L'RNC si basa su un sistema democratico, mentre tenta di difendere i diritti degli esseri pseudo-umani come i ghoul e supermutanti.

## Apparizioni
La Repubblica della Nuova California venne menzionata per la prima volta nel finale del primo Fallout e poi apparve come una delle fazioni principali in Fallout 2. La sua apparizione più importante è avvenuta in Fallout: New Vegas, dove l'RNC rappresentava un elemento importante nella trama del gioco. La fazione si impegna in guerra contro la Confraternita d'Acciaio e combatte attivamente contro la Legione di Caesar per il controllo della diga di Hoover, che l'RNC utilizza per fornire a se stessa e ai civili elettricità e acqua. L'RNC combatte anche per il controllo di New Vegas e della regione del deserto del Mojave. Inoltre, la copertina del gioco raffigura un Ranger dell'RNC. L'RNC viene menzionata anche in Fallout 3, e appare quando il giocatore esplora i ricordi di Kellogg in Fallout 4, oltre a venir menzionata anche in quest'ultimo gioco.
Nell'adattamento televisivo del 2024, il personaggio Lee Moldaver (Sarita Choudhury) è raffigurata come un leader della Nuova California che cerca la fusione fredda per alimentare l'area circostante. L'RNC operava in precedenza dalla sua sede di fondazione, un insediamento chiamato Shady Sands.In seguito all'ascesa del potere politico dell'RNC sulla California, Shady Sands fu completamente distrutta da una bomba nucleare sganciata dal dipendente della Vault-Tec e supervisore del Vault 33 Hank MacLean (Kyle MacLachlan). Durante l'inizio della serie televisiva, Moldaver guida un'incursione nel Vault 33 e rapisce MacLean, spingendo sua figlia, Lucy MacLean (Ella Purnell), a lasciare il Vault per cercarlo.
Nel videogioco Fallout Shelter, sono presenti numerosi personaggi ed oggetti appartenenti alla Repubblica. Inoltre, durante una delle missioni principali, bisognerà recarsi in un quartier generale della RNC per fermare la leader intenta a sganciare una bomba atomica nei territori della Confraternita d'Acciaio. Al termine di questa, sarà possibile ottenere un'armatura atomica T-60.

## Promozione e merchandise
Sul proprio sito, Bethesda vende una varietà di prodotti a tema, come la bandiera della nazione.

Il 17 giugno 2021, Bethesda ha rilasciato i caschi "NCR Desert Ranger" indossabili in edizione limitata. I caschi, distribuiti in una quantità limitata di 500 unità, sono andati esauriti subito dopo essere stati messi in vendita.

## Recensione
Kristine Steimer di IGN ha etichettato l'RNC come "empia ed inefficace nel proteggere la sua gente" durante la sua recensione di Fallout: New Vegas, mentre Dan Whitehead di Eurogamer ha attribuito alla Repubblica della Nuova California la responsabilità del fatto che la zona desolata abbia "una parvenza di ordine". Nel 2017, un uomo travestito da personaggio della Repubblica della Nuova California a Grande Prairie, Alberta, Canada è stato temporaneamente arrestato dopo che alcuni cittadini lo avevano scambiato per un individuo che trasportava una bomba. Dopo l'uscita dell'adattamento televisivo del 2024, la tradizione storica della repubblica è stata messa in discussione dai fan di Fallout che apparentemente hanno scoperto contraddizioni tra la sequenza temporale degli eventi che circondano il sesto episodio dello show e gli eventi di Fallout: New Vegas.
Quando la distruzione delle sedi principali dell'RNC a Shady Sands fu rivelata per la prima volta nella serie televisiva, i fan di Fallout si interrogarono sul futuro della fazione. In un'intervista con IGN, il produttore esecutivo di Bethesda Todd Howard ha osservato che l'RNC attua attivamente operazioni oltre la California, il che implica che la distruzione di Shady Sands non simboleggia la fine per l'intera repubblica.